# C. Raymond Perrault
Charles Raymond Perrault ist ein kanadisch-US-amerikanischer Informatiker, der sich mit  Künstlicher Intelligenz und mathematischer Linguistik befasst.
Perrault studierte an der McGill University mit dem Bachelor-Abschluss in Mathematik und wurde 1975 an der University of Michigan promoviert. Ab 1974 war er an der University of Toronto, wo er Professor wurde. Ab 1983 war er am Artificial Intelligence Center von SRI International, das er von 1988 bis 2017 leitete. Er war dort einer der leitenden Wissenschaftler (von 2002 bis 2009 Principal Co-Investigator) des CALO (Cognitive Assistant that Learns and Organizes)-Projekts für Technologien für einen intelligenten Büro-Assistenten, der durch Wechselwirkung mit den menschlichen Kollegen lernt. 2007 erhielt das Team den DARPA Award for Excellence as a Performer. Außerdem gründete er an der Stanford University das Center for the Study of Language and Information.
2011 erhielt er den Donald E. Walker Distinguished Service Award. Er ist Fellow der Association for the Advancement of Artificial Intelligence (AAAI). Er war Präsident der International Joint Conference on Artificial Intelligence (IJCAI) und der Association for Computational Linguistics.
Von 2001 bis 2010 war er Ko-Herausgeber von Artificial Intelligence.

## Schriften (Auswahl)
- An Application Of Default Logic To Speech Act Theory, in P. R. Cohen (Hrsg.), Intentions in communications, MIT Press 1990
- On The Mathematical Properties Of Linguistic Theories, Proceedings of the 21st annual meeting on Association for Computational Linguistics 1983, S. 98–105